# Liste der Monuments historiques in Osny
Die Liste der Monuments historiques in Osny führt die Monuments historiques in der französischen Gemeinde Osny auf.

## Liste der Bauwerke
| Bezeichnung                                 | Beschreibung | Standort | Kennzeichnung | Schutzstatus | Datum | Bild           |
| ------------------------------------------- | ------------ | -------- | ------------- | ------------ | ----- | -------------- |
| Château de Grouchy (Schloss) mit Taubenturm |              | (Lage)   | PA00080154    | Inscrit      | 1990  | weitere Bilder |
| Colonne de Réal                             |              | (Lage)   | PA00080155    | Inscrit      | 1948  | weitere Bilder |
| Kirche St-Pierre-aux-Liens                  |              | (Lage)   | PA00080156    | Inscrit      | 1926  | weitere Bilder |

## Liste der Objekte
- Monuments historiques (Objekte) in Osny in der Base Palissy des französischen Kultusministeriums